# Афинагор (патриарх Константинопольский)
Патриа́рх Афинаго́р (греч. Πατριάρχης Ἀθηναγόρας, в миру Аристокли́с Спи́ру, греч. Αριστοκλής Σπύρου; 25 марта [6 апреля] 1886, деревня Цараплана, Эпир, Османская империя — 7 июля 1972, Стамбул, Турция) — епископ Константинопольской православной церкви, Архиепископ Константинополя — Нового Рима и Вселенский Патриарх. Один из лидеров экуменического движения XX века.

## Биография
Родился 25 марта (6 апреля) 1886 года в деревне Цараплана в Эпире, которая тогда была частью Османской империи (ныне деревня Василико, округ Янина, Греция) в семье сельского врача Матфеоса Спиру и его жены Элени (до замужества Мокору).
В 1895—1899 годы учился в школе Коницы. В 1899 году от тифа умирает его мать, после чего он вынужден был до 1901 года прервать учёбу. В 1901—1903 годы обучался в Янине.
В 1903 года при поддержке протосингела Афинагора (Элефтериу) поступил на гимназическое отделение Богословского училища на острове Халки. Будучи беден, не мог, в отличие от более обеспеченных студентов, уезжать в «увольнительную» в Константинополь.
В 1908 году умирает его отец, и Аристоклис остаётся круглым сиротой.

### Диаконское служение
В марте 1910 года митрополитом Элассонским Поликарпом (Варвакисом) был хиротонисан во диакона с наречением имени Афинагор в честь Афинагора Афинского.
В июле того же года окончил Халкинскую богословкую школу с дипломной работой «Об избрании патриарха Константинополя от Константина Великого до падения Константинополя».
По окончании халкинского училища стал помощником митрополита Пелагонийского Стефана (Даниилидиса) в городе Монастир (ныне Битола), будучи возведён им в сан архидиакона.
В 1912 году новый митрополит Хризостом (Кавуридис) назначил архидиакона Афинагора начальником секретариата. После перехода епархии в юрисдикцию Сербской православной церкви осенью 1918 года, сопровождая удалившегося на покой митрополита Хризостома, отправился на Афон, в скит Милопотамос.
В марте 1919 года назначен первым секретарем Священного синода Элладской православной церкви, которую в то время возглавлял архиепископ Мелетий (Метаксакис) (27 ноября 1921 года архиепископ Мелетий был избран патриархом Константинопольским). В начале 1920-х годов, являясь соработником патриарха Константинопольского Мелетия, участвовал в процессе создания экуменической комиссии «Вера и церковное устройство».

### Митрополит Керкирский

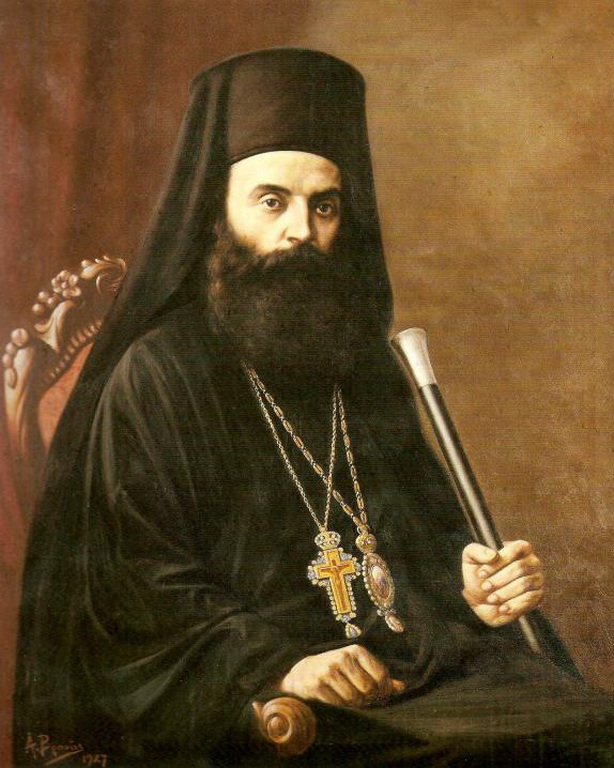
Митрополит Керкирский Афинагор. Художник Андреас Вранас. 1927 год.

16 декабря 1922 года Священным синодом Элладской православной церкви был избран митрополитом Ке́ркирским и Па́кским.
После одобрения этого избрания правительством Греции, епископом Талантийским Иерофеем в храме святой Екатерины Плакас был хиротонисан во пресвитера.
22 декабря 1922 года в кафедральном соборе Афин состоялась его архиерейская хиротония во епископа с возведением в достоинство митрополита Керкирского и Пакского. Хиротонию совершили: митрополит Димитриадский Герман (Мавроматис), митрополит Сирский Афанасий (Левендопулос), митрополит Коринфский Дамаскин, митрополит Китирский Дорофей, митрополит Халкидский Григорий и епископ Талантийский Иерофей.
Открыл в митрополичьей резиденции медицинский центр и бюро по трудоустройству для греков, переселенцев из Малой Азии и Восточной Фракии. После обстрела итальянской эскадрой крепости Корфу 31 августа 1923 года погибло множество мирных жителей, и митрополит Афинагор на рыбацкой лодке прибыл на итальянский флагман, чтобы выразить протест адмиралу Солари.
В 1926 году принимает активное участие в Хельсинкской Всемирной ассамблее YMCA.
Наблюдатель на Ламбетской конференции англиканской церкви в 1930 года.

### Архиепископ Американский
30 августа 1930 года Патриархом Фотием II и Синодом, с согласия Элладской Церкви, был назначен архиепископом и экзархом Северной и Южной Америки.
Реорганизовал управление и строй находившейся в смятении и разладе архиепископии в сторону максимальной централизации, де-факто упразднив должности епархиальных архиереев. В 1931 году вступил в действие новый устав архиепископии, действовавший до 1977 года. За время управления Американской архиепископией, включавшей в себя греческие приходы в Северной и Южной Америке, количество общин возросло со 119 до 350; основал ряд учебных заведений, в частности, Семинарию Святого Креста в Бостоне (1947).
Принял в юрисдикцию Константинопольского Патриархата Украинскую православную церковь в Америке и Американскую карпаторусскую епархию.

### Патриарх Константинопольский
18 октября 1948 года под давлением турецких властей и греческого королевского правительства был вынужден уйти на покой патриарх Константинопольский Максим V, в вину которому вменялись русофильство и даже советофильство, в частности поездка делегации Константинопольской патриархии на празднование 500-летия автокефалии Русской церкви. Американское руководство считало архиепископа Афинагора наиболее подходящей кандидатурой для нормализации отношений между Грецией и Турцией и для противостояния находившейся под советским влиянием Московской Патриархии. Правда, сначала выбор греческих властей склонялся в пользу бывшего Афинского архиепископа Хрисанфа (Филиппидиса), но затем им пришлось уступить. С этой целью, с 1948 года, администрацией президента Трумэна в течение двух лет была проведена «Операция Афинагор» по смещению патриарха Максима V в пользу Афинагора. Так как архиепископ Афинагор не был гражданином Турции, его кандидатура противоречила постановлениям правительства о выборах Константинопольского Патриарха, однако, учитывая позицию администрации США, власти Турции допустили его выборы. Синодом Патриархата при повторном голосовании 1 ноября 11-ю голосами из 17-и был избран на патриарший престол, стал первым патриархом, после падения Константинополя, не имевшим турецкого (оттоманского) подданства на момент избрания.
В отличие от своего предшественника, Патриарх Афинагор был настроен резко антикоммунистически. В ноябре 1948 года он заявил по бостонскому радио: «Америка помогает Турции и Греции, так как она знает, что эти два государства должны бороться против дикого зверя, угрожающего человечеству». 7 декабря в издаваемой в Сан-Франциско русской газете «Новая заря» было опубликовано его интервью, в котором говорилось: «Мы, православные, простираем руку дружбы всем религиям, христианским, мусульманским и другим, желающим бороться против коммунизма и других сил, которые борются против свободы совести и основных прав человеческой личности. Если я поеду через Лондон, я переговорю с главой Англиканской церкви. Я был бы весьма счастлив, если бы глава римского католицизма папа тоже протянул руку дружеского сотрудничества нам и принял бы нашу руку».
26 января 1949 года Патриарх Афинагор прибыл в Стамбул на борту самолёта Президента США Гарри Трумэна, и префект Стамбула выдал ему турецкий паспорт сразу же после прибытия в аэропорт. На следующий день в Соборе святого Георгия на Фанаре состоялась его интронизация. На борту самолёта Афинагора сопровождал влиятельный американский грек Спирос Скурас, в то время президент кинокомпании 20th Century Fox, по настойчивой рекомендации которого в 1948 году США поддержали кандидатуру Афинагора в качестве Константинопольского патриарха.
Стремился распространить своё влияние на все православные диаспоры, что вызвало недовольство, в том числе со стороны Русской православной церкви.
В 1952 году объявил о созыве «Всеправославного Великого и Святого собора», подготовка к нему началась Первым предсоборным совещанием, созванным по инициативе Афиногора в 1961 году на Родосе.
Патриарх назначил председателем Совещания митрополита Филиппского Неапольского и Фасосского Хризостома (Хадзиставру), главой делегации митрополита Сардского Максима (Цаусиса).
Родосские совещания позволили обозначить широкий круг вопросов, важных для современного православия, и решить часть из них, позже эти конференции результативно продолжались вплоть до 1990-х годов, на них было решено подавляющее большинство вопросов, поставленных на I Родосском Всеправославном совещании.
В период патриаршества Афинагора I были канонизированы преподобный Никодим Святогорец, равноапостольный Косма Этолийский и святитель Нектарий Эгинский.
Скончался 7 июля 1972 года в Стамбуле, на полгода пережив своего предшественника Патриарха Максима. Погребен в патриаршем монастыре Живоносного Источника Валукли в Константинополе.

## Экуменические взгляды и деятельность

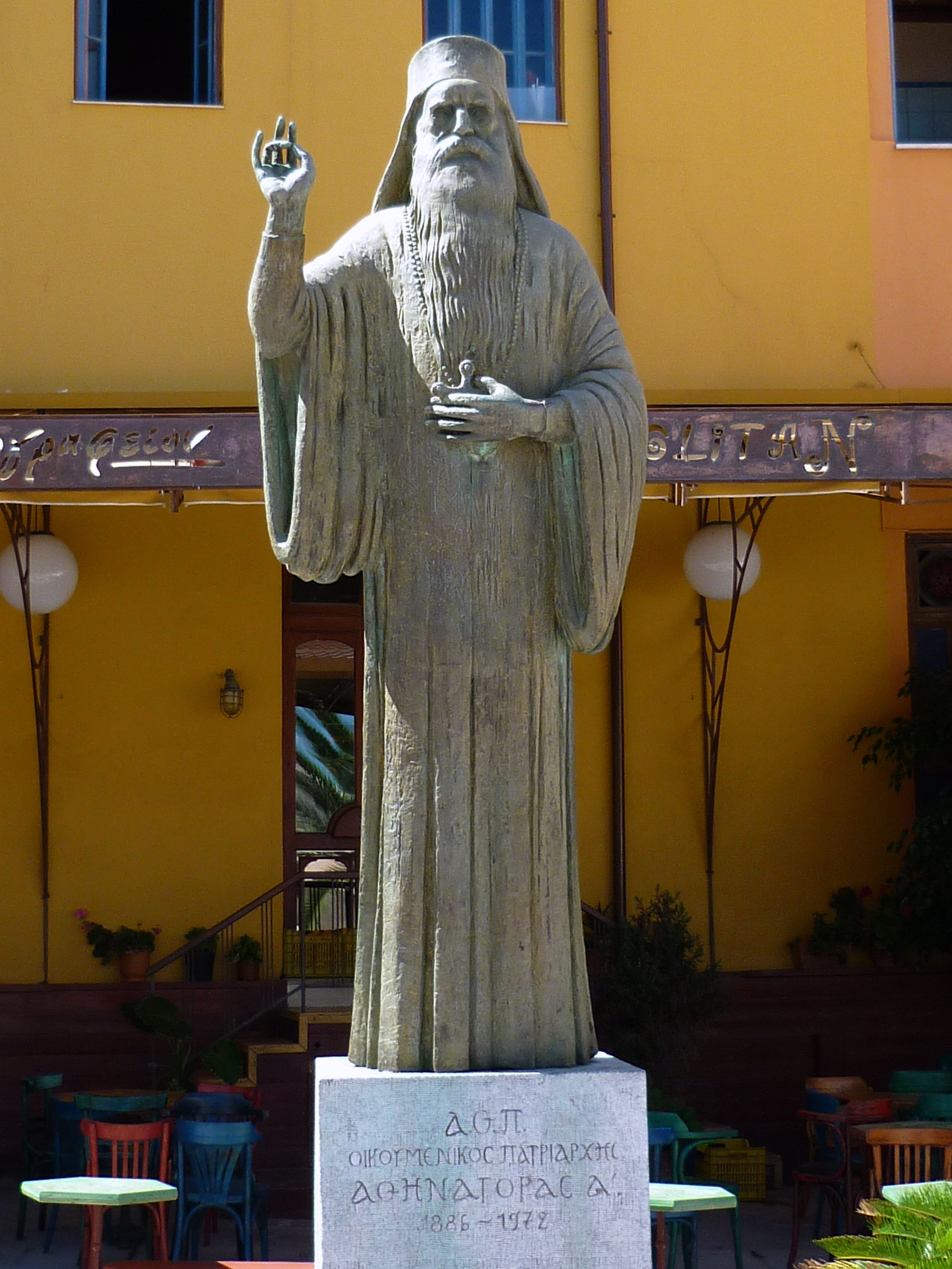
Памятник Афинагору I в Ханье, Крит

В частной беседе в ответ на рассказ Оливье Клемана о некоем богослове, который повсюду видит ереси, Афинагор сказал:

А я не вижу их (ереси) нигде! Я вижу лишь истины, частичные, урезанные, оказавшиеся иной раз не на месте и притязающие на то, чтобы уловить и заключить в себе неисчерпаемую тайну…

В феврале 1962 года в резиденцию патриарха Константинопольского было доставлено приглашение православных наблюдателей на Второй Ватиканский собор, для этого на Фанар прибыл секретарь секретариата по единению Церквей кардинал Виллебрандс.
Вскоре под руководством митрополита Сардского Максима (Цаусиса) была создана специальная комиссия для консультаций с Православными церквами по этому вопросу: ряд православных церквей отказались, Александрийская православная церковь сочла нужным последовать решению Константинопольской патриархии.
В результате Афинагор к лету 1962 года отказался от идеи посылки наблюдателей, официальное объявление об этом было в решении Константинопольского синода от 8 октября 1962 года.
Вопреки деятельности митрополита Максима, 12 октября 1962 года в Рим прибыли наблюдатели от Московского патриархата.
Этот демарш стал полной неожиданностью для патриарха Константинопольского, но позже патриарх Афинагор определил эти события как начало нового этапа.
Патриарх Афинагор содействовал примирению христианских церквей Востока и Запада. По инициативе Афинагора в январе 1964 года состоялась его встреча с папой римским Павлом VI в Иерусалиме (первая встреча предстоятелей Православной и Римско-католической церквей с 1439), после чего были отменены взаимные анафемы, существовавшие с 1054 года.